# Collimonas
Collimonas es un género de bacterias gramnegativas de la familia Oxalobacteraceae. Fue descrito en el año 2004. Su etimología hace referencia célula del cerro. Son bacterias aerobias y en general inmóviles. Son catalasa y oxidasa positivas. Todas las especies se han aislado de suelos. La especie tipo, Collimonas fungivorans, tiene capacidad para competir con hongos que pueden causar plagas en plantas, por ello se estudia como agente de biocontrol. 

## Taxonomía
Actualmente hay 6 especies descritas de Collimonas:
- Collimonas antrihumi
- Collimonas arenae
- Collimonas fungivorans
- Collimonas humicola
- Collimonas pratensis
- Collimonas silvisoli